# 城巴A25線
城巴A25線是香港一條機場巴士路線，屬由城巴有限公司營辦的「城巴機場快線」之一，於2023年4月1日起投入服務，來往啟德及機場，途經啟晴邨、德朗邨、土瓜灣、紅磡、尖沙咀及柯士甸站，並取道西九龍公路、昂船洲大橋、南灣隧道及青嶼幹線往返港珠澳大橋香港口岸及香港國際機場，全程收費為$40.8。

## 歷史
城巴及運輸署於《2021－2022年度巴士路線計劃》中，建議開辦一條全新城巴機場快線，編號為A25，全日來往啟德（沐元街）及機場（地面運輸中心），途經承啟道、土瓜灣道、紅磡、尖沙咀、西九龍公路、青沙公路、青嶼幹線及港珠澳大橋香港口岸，以配合城巴A23線來回程改經鳳德邨、竹園、樂富、九龍塘（歌和老街）、石硤尾及長沙灣道，而乘客亦可利用此線縮短往返尖沙咀及機場和港珠澳大橋香港口岸的行車時間。建議獲區議會落實後，此線於2023年4月1日起投入服務，初期只於星期六、日及公眾假期提供服務，並應油尖旺區議會的要求，來回程繞經柯士甸站一帶；此外，由於啟德（沐元街）巴士總站尚未啟用，此線九龍端總站暫改設於協調道近東九龍總區警察總部。同年12月18日起，A25線增設星期一至五服務並延長星期六、日及公眾假期服務時間：星期一至五由啟德開出之班次服務時間為05:10至07:10，星期六、日及公眾假期由啟德開出之班次服務時間為05:10至20:10；星期一至五由機場開出之班次服務時間為17:30至00:30，星期六、日及公眾假期由機場開出之班次服務時間為10:00至00:30。
2024年2月25日起，A25線位於啟德的總站由協調道近東九龍總區警察總部遷往新落成的啟德公共運輸交匯處；往機場方向於協調道近稅務中心增設分站，往啟德方向則於協調道西行近東九龍總區警察總部於增設分站，取代協調道東行近工業貿易大樓及東九龍總區警察總部的分站。同年3月25日起，A25線每日由啟德開出之尾班車時間延遲至21:40，星期一至五由機場開出之頭班車時間提早至10:00。2025年1月25日起，A25線往機場方向於梳士巴利道近K11人文購物藝術館增設分站。
為方便啟德住宅區及黃埔花園一帶的居民，運輸署和城巴因此在《2025－2026年度巴士路線計劃》中，建議A25線來回程繞經沐安街，往機場方向並繞經黃埔花園公共運輸交匯處。相關改動於2025年7月27日實施。

## 服務時間及班次
A25線提供全日雙向服務。以下服務時間及班次資訊以最近一次更新時為准。
| 啟德開               | 啟德開        | 啟德開       | 機場開 | 機場開       | 機場開       |
| 日期                 | 服務時間      | 班次（分鐘） | 日期   | 服務時間     | 班次（分鐘） |
| -------------------- | ------------- | ------------ | ------ | ------------ | ------------ |
| 星期一至五           | 05:10－15:40  | 30           | 每日   | 10:00－00:30 | 30           |
| 星期一至五           | 15:40 - 21:40 | 60           | 每日   | 10:00－00:30 | 30           |
| 星期六、日及公眾假期 | 05:10－21:40  | 30           | 每日   | 10:00－00:30 | 30           |

## 收費
A25線全程收費為$40.8，並設12歲以下小童及65歲或以上長者半價優惠；惟此線並不受長者及合資格殘疾人士公共交通票價優惠計劃中的$2票價優惠覆蓋。乘客登車時需以現金或八達通卡繳付車資，不設找贖；而每位成人乘客可免費帶同最多兩名四歲以下而且不佔座位的兒童乘車。此外，乘客亦可使用指定電子支付工具繳付車資，使用此支付方式的乘客可享有與其他城巴獨營路線或聯營線城巴班次之轉乘優惠，惟不適用於與非城巴路線之轉乘優惠，乘客亦不能享有「公共交通費用補貼計劃」。
A25線沿途分段收費如下：
| 上車地點＼落車地點 | 機場   | 啟德  |
| ------------------ | ------ | ----- |
| 青嶼幹線巴士轉乘站 | $17.8  | $27.3 |
| 匯翔道起           | 不適用 | $7.3  |

此外，合資格的機場及港珠澳大橋香港口岸員工，持已向城巴登記「認可僱員身份」的實體個人八達通卡，可以每程$28.2優惠價乘搭此路線（青嶼幹線巴士轉乘站往機場／港珠澳大橋香港口岸則為$17.7）。相關乘客需在登車時向車長出示該八達通卡正面，獲得車長確認後以該卡繳付車費，優惠亦不能與其他轉乘優惠（青嶼幹線及將軍澳隧道巴士轉乘站計劃除外）及即日來回優惠共用；而任何乘客乘搭此線往機場方向，然後於同一服務日內乘搭任何一條城巴機場快線日間路線往市區方向，即日來回機場／港珠澳大橋香港口岸／青嶼幹線巴士轉乘站及市區，次程可享半價優惠。該優惠只適用於來回程均使用八達通或指定電子支付工具的乘客。

## 行車路線
A25線往機場方向之班次途經協調道、承啟道、沐虹街、沐翠街、承啟道、沐安街、迴旋處、沐安街、承啟道、土瓜灣道、馬頭圍道、庇利街、紅磡道、大環道東、海逸豪園公共運輸交匯處、海逸道、大環道東、紅磡道、德安街、黃埔花園公共運輸交匯處、德康街、紅磡道、紅磡繞道、梳士巴利道、九龍公園徑、廣東道、佐敦道、連翔道、西九龍公路、青沙公路、長青公路、青衣西北交匯處、青嶼幹線、北大嶼山公路、順朗路、順暉路、順匯路、赤鱲角路、東榮路、機場路、暢航路、機場路、機場南交匯處及暢連路；往啟德方向之班次途經暢連路、機場南交匯處、暢連路、航天城交匯處、赤鱲角路、順暉路、順匯路、赤鱲角路、順朗路、北大嶼山公路、青嶼幹線、青衣西北交匯處、長青公路、青沙公路、西九龍公路、連翔道、佐敦道、匯民道、匯翔道、廣東道、梳士巴利道、紅磡繞道、都會道、暢運道、安運道、暢運道、紅磡南道、紅磡道、庇利街、馬頭圍道、土瓜灣道、承啟道、沐安街、迴旋處、沐安街、承啟道及協調道，具體停站請參考資訊框。